# 全国高齢者名簿
全国高齢者名簿（ぜんこくこうれいしゃめいぼ）とは厚生労働省が1963年から2006年まで敬老の日に当たる9月中旬に発行していた資料。通称長寿番付。

## 概要
1963年7月に老人福祉法が制定されたことにより、9月15日が老人の日、9月15日から21日までが老人週間とされ、それにより毎年9月に当年度中に（翌年4月1日生まれまで）の100歳以上となる長寿者を調査し名簿を発表することとなった。1963年は153人で、1981年に1000人を超え、1994年に5000人、1998年には1万人を突破した。担当部局は厚生省社会局老人福祉課→老人保健福祉局老人福祉計画課、2001年以降は厚生労働省老健局計画課となっていた。
しかし年々百歳以上の長寿者が増加することにより業務の簡素化を図るため、2004年より全国高齢者名簿の作成を行わないこととし、百歳以上の高齢者については、上位百位以内の者の氏名を確認、公表し、それ以外については人数のみを把握、公表することとした。さらに2005年の名簿にすでに死亡している高齢者が含まれていた不手際や、氏名の非公表を希望する長寿者も増えたことから、2005年をもって上位百位以内の者の氏名の公表も中止された。2006年は109歳以上の（従来であれば上位百位以内に入る）長寿者から公表に同意した者の氏名、所在市町村、年齢、一言紹介を掲載した。2007年以降は100歳以上の高齢者のうち、地域で話題の高齢者として各都道府県ごとに1～3人程度、氏名、所在市町村、年齢、一言紹介を「百歳以上高齢者等について」と同時に発表している。

## その他
発行された名簿には各都道府県ごとに99歳（年度中に100歳を迎える99歳の高齢者、2003年度では1904年4月1日生まれまで）から氏名、生年月日、在住市町村が一覧として掲載されている。なお、99歳から掲載されるようになったのは1974年度からで、1973年までは9月30日現在に100歳を迎えた長寿者を掲載していた。1996年度までは各長寿者の住所も記載していた。
なお、1999年まで日本百歳人名鑑という全国高齢者名簿に似た冊子があった。日本百歳会が制作し一部の長寿者は写真付きで掲載された。1971年に名簿のみ刊行、1972年より1年おきに発行され発行者は河野義、河野金子。前年度の全国高齢者名簿から作成された名簿、1年間に死亡した長寿者には前年度百歳人として一覧があり、その後は亡マークとなった。

## 参考資料
- 全国高齢者名簿 : 平成15年9月 (厚生労働省老健局計画課): 2003｜書誌詳細｜国立国会図書館サーチ